# Lágrima

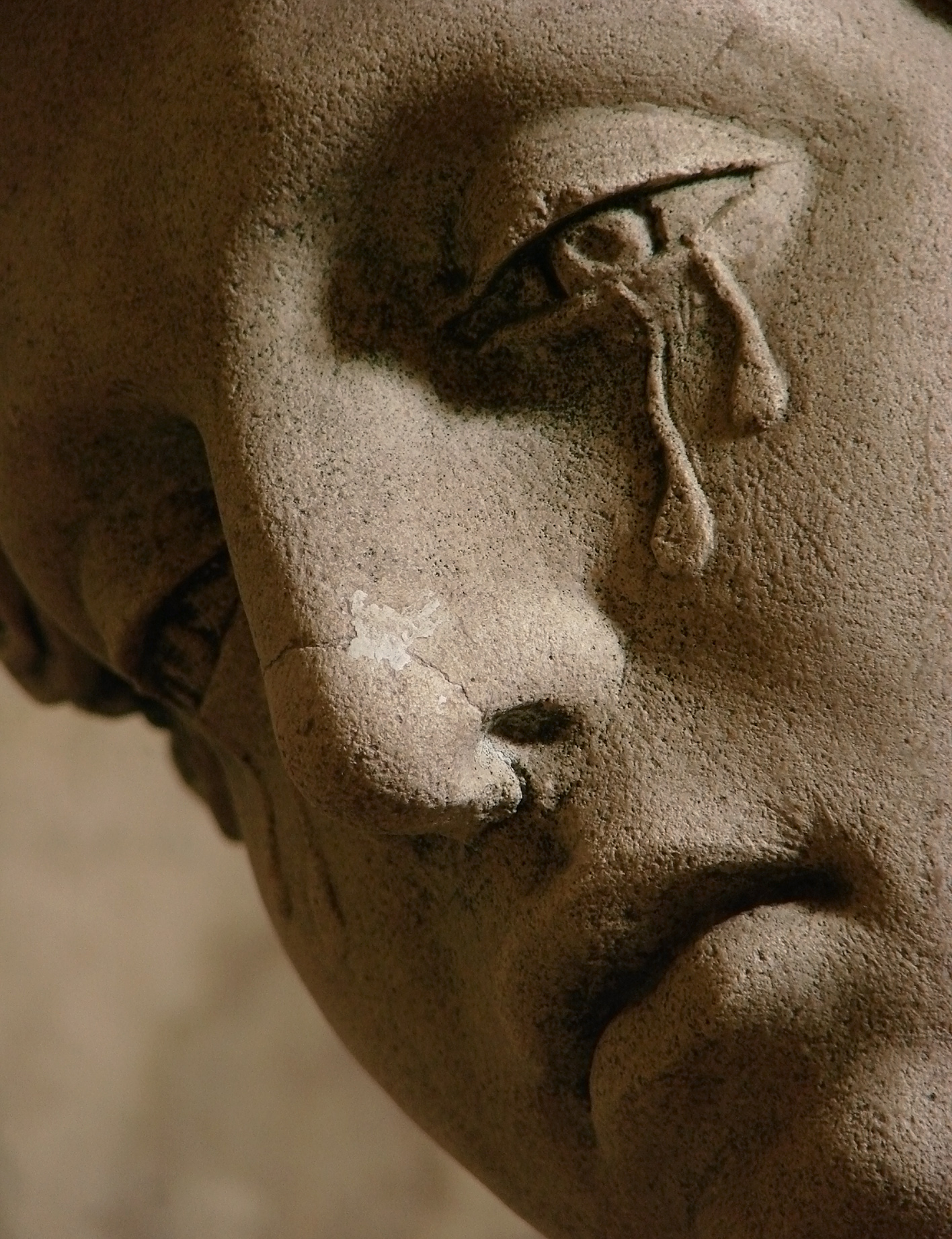
Detalle de un sepulcro en la iglesia de Arc-en-Barrois (Haute-Marne, Francia, 1672).

Las lágrimas son un líquido producido por el proceso corporal de la lagrimación para limpiar y lubricar el ojo. Intervienen fundamentalmente en la óptica ocular y en el funcionamiento del globo ocular y de sus estructuras. Cualquier alteración de la lágrima influye en la agudeza visual.
La glándula lagrimal es el principal secretor de la lágrima.

## Fisiología
Funciones principales
- Las lágrimas distribuyen el oxígeno en los ojos.
- Metabólica: se lleva exclusivamente a través del oxígeno, que le llega exclusivamente de la capa hídrica. Por eso el parpadeo distribuye constantemente oxígeno. A veces el oxígeno llega mal en quienes usan lentillas.
- Óptica: La lágrima se adosa como una lente que, junto con la cara anterior de la córnea, forma una superficie de alrededor de 48 dioptrías. La función óptica se altera al alterar la película lagrimal.
- Bacteriostática: Por la lisozima y la gammaglobulina de las que consta (IgA), que alteran y deshacen las paredes de las bacterias.
- Lubricante: Impide la desecación de la córnea.

Funciones secundarias
- Fotoabsorbente: Absorbe parte de los rayos ultravioletas de la luz solar.
- Humectación nasal: Al retirar el saco lagrimal, se provoca sequedad nasal.
- Arrastra pequeños detritos y cuerpos extraños con el parpadeo (función protectora).

### Tipos
De acuerdo con un estudio, las lágrimas son de tres tipos:

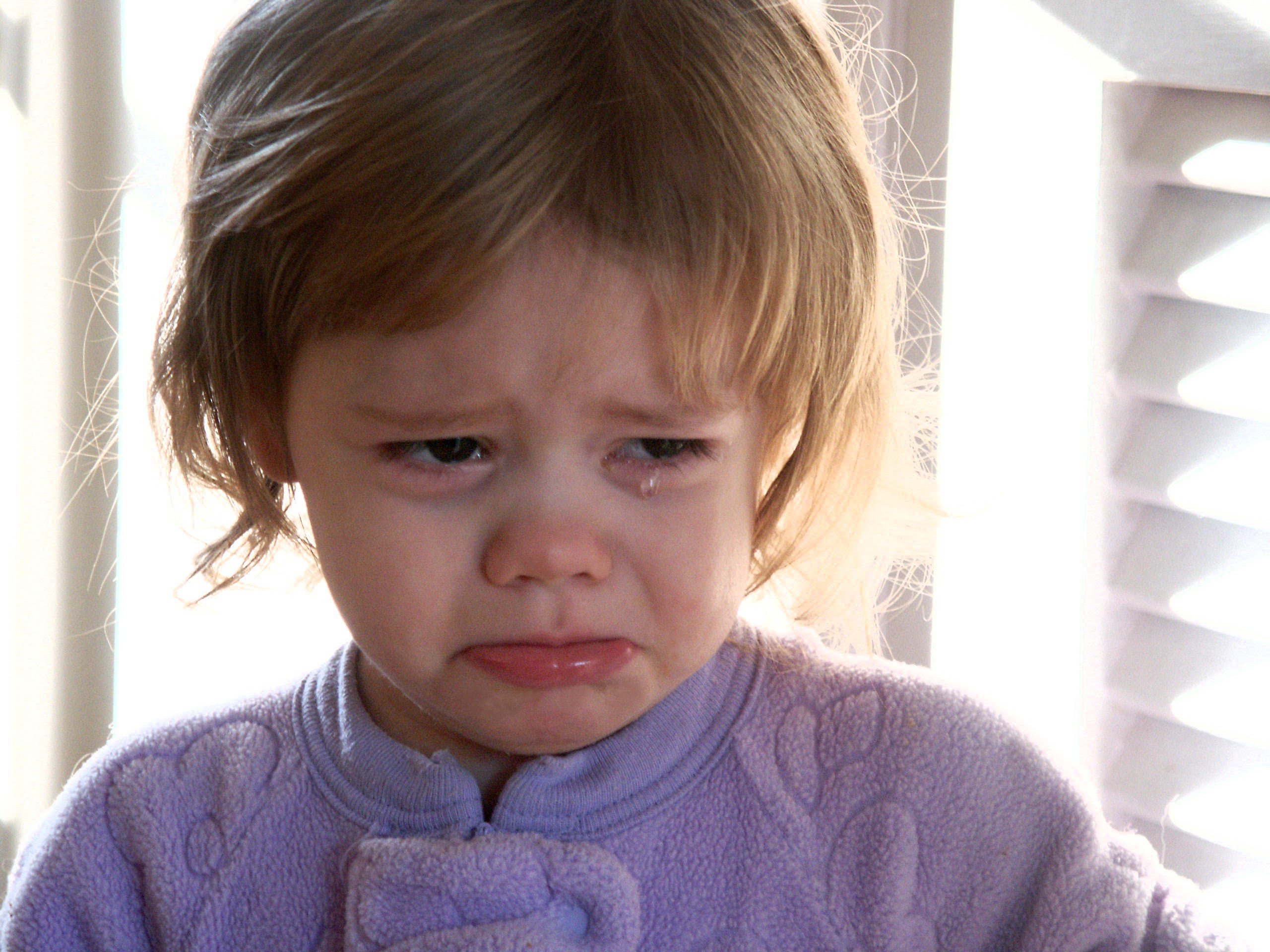
Un niño produce lágrimas debido al estrés emocional o dolor.

| Categoría                              | Descripción |
| -------------------------------------- | --- |
| Lágrimas basales                       | En los ojos sanos de mamíferos, la córnea está continuamente húmeda y se alimenta de las lágrimas basales. Lubrican el ojo, y ayudan a mantenerlo libre de polvo. El fluido lagrimal contiene agua, mucina, lípidos, lisozima, lactoferrina, lipocalina, lacritina, inmunoglobulinas, glucosa, urea, sodio y potasio. Algunas de las sustancias en el líquido lagrimal (lisozima, por ejemplo) actúan contra la infección bacteriana como una parte del sistema inmunológico. La lisozima hace esto mediante la disolución de una capa externa de ciertas bacterias, denominada peptidoglicano. Es un fluido corporal típico con un contenido de sal similar a la del plasma sanguíneo. Por lo general, en un período de 24 horas se segrega un volumen de 0,75 a 1,1 gramos (0,03 hasta 0,04 onzas) de lágrimas. Esta tasa disminuye con la edad. |
| Lágrimas reflejas                      | El segundo tipo de lágrimas resulta de la irritación de los ojos por partículas extrañas, o de la presencia de sustancias irritantes, tales como cebolla, vapores, gases lacrimógenos o gas pimienta en el entorno del ojo, la córnea, la conjuntiva o la mucosa nasal. También puede ocurrir con la luz brillante y los estímulos calientes o por contacto de sustancias picantes en la lengua y la boca. También está vinculado con vómitos, tos y bostezos. Estas lágrimas reflejas intentan lavar los irritantes que puedan haber estado en contacto con el ojo. |
| Llorar o sollozar (lágrimas psíquicas) | La tercera categoría, en general, conocido como llorar o sollozar, incrementa el lagrimeo debido a la fuerte tensión emocional, enojo, sufrimiento, luto o dolor físico. No se produce durante la respuesta de lucha o huida del cerebro, porque el sistema nervioso simpático inhibe el lagrimeo. Esta práctica no se limita a las emociones negativas, muchas personas lloran aunque estén muy felices. En los seres humanos, las lágrimas emocionales pueden acompañarse de enrojecimiento de la cara y sollozos simulando tos, respiración convulsiva, a veces con espasmos de la parte superior del cuerpo entero. Las lágrimas provocadas por las emociones tienen una química diferente a las de lubricación: contienen más hormona prolactina, hormona adrenocorticotropa y leucina encefalina (un analgésico natural) que las lágrimas basales o reflejas. El sistema límbico está involucrado en la producción de impulsos emocionales básicos, como la ira, el miedo, etcétera. El sistema límbico, para ser más específicos, el hipotálamo, también tiene un grado de control sobre el sistema autonómico. El parasimpático, rama del sistema nervioso autónomo, controla las glándulas lagrimales a través del neurotransmisor acetilcolina, mediante receptores nicotínicos y muscarínicos. Cuando estos receptores se activan, la glándula lacrimal se estimula para producir lágrimas. |

## Patología
La calidad de visión se ve afectada por la estabilidad de la película lagrimal.
El síndrome de lágrimas de cocodrilo es una consecuencia poco común de la regeneración del nervio subsiguiente a la parálisis de Bell y otros daños, o a la parálisis  del nervio facial, en la que las fibras eferentes del núcleo salival superior quedan mal conectadas a axones de los nervios que se proyectan hacia las glándulas lagrimales (conductos lagrimales), lo cual hace que derramen lágrimas durante la salivación, cuando se huelen alimentos o se come. Se presume que deben también salivar durante el llanto debido a la conexión inversa incorrecta del núcleo lacrimal a las glándulas salivales, pero esto sería menos notorio.
La queratoconjuntivitis seca, conocida como ojo seco, es un trastorno muy común de la película lagrimal. Sin embargo, los pacientes pueden experimentar lagrimeo de los ojos, que es de hecho una respuesta a la irritación causada por la deficiencia lagrimal de la película original.[cita requerida]
La disautonomía familiar es una enfermedad genética que puede estar asociada con la falta de lágrimas de desbordamiento (alacrimia) durante el llanto emocional.

## Aspectos sociales
En casi todas las culturas, el llanto es visto como un acto específico asociado con las lágrimas que corren por las mejillas y se acompañan por  sollozos. Los desencadenantes emocionales más habituales del llanto son la tristeza y el dolor, pero también puede ser provocado por ira, alegría, miedo, risa, frustración, remordimiento u otras emociones fuertes e intensas. En muchas culturas, el llanto se asocia con los bebés y los niños, y se considera inadecuado llorar en público, salvo si ello es debido a la muerte de un amigo cercano o un familiar. En la mayoría de las culturas, es socialmente más aceptable que las mujeres y los niños lloren respecto a los hombres. En algunas regiones de América, el llanto de los hombres es aceptable.
Algunos movimientos modernos de terapia tales como la consejería de revaluación enseñan que el llanto es beneficioso para la salud y el bienestar mental, estimulando de manera positiva. Un llanto insincero de pena o remordimiento deshonesto a veces se llama lágrimas de cocodrilo en referencia a una anécdota de la antigua Grecia en que los cocodrilos se ponían a llorar mientras atraían o devoraban a sus presas. Además, en términos médicos, se dice que alguien tiene síndrome de lágrimas de cocodrilo como una consecuencia poco común de la recuperación de la parálisis de Bell, en la que la regeneración defectuosa del nervio facial hace que los enfermos derramen lágrimas mientras comen.

## Misceláneos

### En la historia
- En 1922, cansado y agobiado  , Alexander Fleming descargó su estrés a modo de lágrimas sobre un bureta que contenía algunas de sus muestras. Al día siguiente descubrió que donde había caído la lágrima había un vacío, lo cual le hizo sospechar que las lágrimas podían tener alguna propiedad, y de hecho consiguió extraer una enzima que eliminaba las bacterias sin dañar el tejido humano. Había descubierto sin querer la lisozima, una proteína antimicrobiana que mata las bacterias, pero no a los glóbulos blancos.
- La  Operación Lágrima fue una operación de la Armada de los Estados Unidos durante la Segunda Guerra Mundial llevada a cabo entre abril y mayo de 1945 para hundir los U-Boots alemanes que se creía que se estaban acercando a la Costa Este de los Estados Unidos armados con bombas V-1. Dos fuerzas antisubmarinos grandes de la Armada de los Estados Unidos destruyeron con éxito cinco de los submarinos, perdiendo solo un destructor de escolta en el proceso. Después de la guerra, los Aliados determinaron que los submarinos no portaban misiles.

### En el tatuaje
El tatuaje de lágrima tiene su origen en el Mimo. Pierrot fue el precursor, y a partir de él muchos otros mimos han seguido su estilo. Posteriormente muchos expresidiarios se tatúan lágrimas negras saliendo de sus ojos, una por cada asesinato cometido. El origen es de la mara salvatrucha.